# Gaztelu (futbolista)
José Agustín Aranzábal Ascasíbar (Vergara, Guipúzcoa, 23 de agosto de 1946-Ibidem, 30 de diciembre de 2020), más conocido por su apodo de Gaztelu, fue un futbolista español, que jugó en la Real Sociedad entre 1966 y 1981. Gaztelu era un mediocampista bregador, de corte más bien defensivo, que destacaba por su espíritu de lucha.

## Biografía
Gaztelu era natural de la localidad de Vergara en Guipúzcoa, donde nació un 23 de agosto de 1946. Su apodo de Gaztelu, una palabra vasca que significa castillo se debía al nombre del caserío de un familiar en el que solía estar a menudo cuando era niño y por cuyo nombre comenzó a ser conocido en su pueblo natal de Vergara. Del equipo de su pueblo fue fichado por los ojeadores de la Real Sociedad. Tras estar una temporada en el San Sebastián CF, equipo filial de la Real Sociedad, con 20 años debutó con la Real Sociedad a principios de la 1967 cuando el equipo estaba en la Segunda división. Formó parte de la plantilla que logró el ascenso a Primera división esa misma temporada. Gaztelu sería el último jugador en retirarse de la generación que logró el histórico ascenso de 1967 y el único de ellos que formaría a su vez parte de la plantilla que ganó el primer título de Liga en 1981.
Por ello se le puede considerar como uno de los protagonistas de la lenta transformación que convirtió a un club de segunda división en 1967 en un club campeón de Liga en 1981; y que pasó por varias etapas, consolidación en primera división, participación en competiciones europeas y asalto al título.
Jugó 14 temporadas en primera división, totalizando 252 partidos en dicha categoría, todos ellos con la Real Sociedad y marcando 28 goles. En conjunto sumó 308 partidos con la Real Sociedad (Liga, Copa del Rey y Copa de la UEFA) y marcó 32 goles.
Durante sus últimas temporadas ostentó la capitanía del equipo. En la temporada 1979-80, en la que la Real Sociedad batió un récord de imbatibilidad y rozó el título, un fallo en un pase de Gaztelu casi al final del penúltimo partido de la temporada que enfrentaba a la Real Sociedad con el Sevilla FC propició que la Real Sociedad perdiera ese partido, así como la imbatibilidad y a la postre el título de Liga. Ese fallo supuso una mancha en el historial de Gaztelu que sin embargo sería recordado con cariño por la afición donostiarra como uno de los grandes jugadores del equipo durante la década de los 70.
La temporada de su retirada sería la del primer título de Liga de la Real, la 1980-81; aunque Gaztelu tuvo una participación casi simbólica en este título al haber jugado solo 90 minutos durante aquella exitosa temporada.
Tras su retirada regenta un negocio de ferretería en San Sebastián. Su hijo Agustín Aranzabal Alkorta ha seguido la estela de su padre y ha tenido también una carrera futbolística reseñable.

### Partidos internacionales
Gaztelu fue internacional en 2 ocasiones con la selección española. Debutó en 1969 en una goleada contra Finlandia y jugó de nuevo en 1971 en otra goleada, esta vez contra Chipre.
También disputó partidos amistosos con la selección de fútbol del País Vasco.

## Clubes
| Club             | País   | Año       |
| ---------------- | ------ | --------- |
| Vergara          | España | ¿?-1965   |
| San Sebastián CF | España | 1965-1966 |
| Real Sociedad    | España | 1966-1981 |

## Títulos

### Campeonatos nacionales
| Título | Club          | País   | Año  |
| ------ | ------------- | ------ | ---- |
| Liga   | Real Sociedad | España | 1981 |